# Francisco Igea
Francisco Igea Arisqueta (Valladolid, 17 de abril de 1964) es un médico y político español, miembro de Ciudadanos entre 2016 y 2023. Fue diputado en Cortes Generales por Valladolid desde 2016 hasta 2019. Tras las elecciones a las Cortes de Castilla y León de 2019 ocupó los cargos de vicepresidente, portavoz y consejero de Transparencia, Ordenación del Territorio y Acción Exterior de la Junta de Castilla y León, hasta su cese en diciembre de 2021. Actualmente es procurador en las Cortes de Castilla y León, aunque el 28 de septiembre de 2023 el propio Igea anunciaba su expulsión de Ciudadanos.
En la actualidad milita en Izquierda Española y La Tercera España.El exdirigente fue expedientado por el partido por sus críticas a la dirección de Ciudadanos, especialmente en lo referente a la decisión de no presentarse a las elecciones generales del 23 de julio de 2023, por ello participó en la creación de Nexo Plataforma junto a Edmundo Bal, pero por una mayor proximidad ideológica con La Tercera España abandonó el proyecto que ahora lidera su excompañero para pasar a la formación de centro.
En las elecciones al Parlamento Europeo de 2024 se presentó en la candidatura del partido Izquierda Española.

## Biografía
Licenciado en Medicina por la Universidad de Valladolid, Igea es médico especialista en aparato digestivo y ha trabajado en el Hospital Río Carrión de Palencia desde 1993. Fue jefe de sección de aparato digestivo de dicho hospital hasta su cese a petición propia, en mayo de 2013.

## Carrera política
En noviembre de 2014 se presentó a las primarias de Unión Progreso y Democracia para elegir el aspirante del partido a la Presidencia de la Junta de Castilla y León. Posteriormente, Igea abandonó el partido para incorporarse a las filas de Ciudadanos. Tras un proceso de primarias fue elegido como candidato de Ciudadanos al Congreso de los Diputados por Valladolid.
En las elecciones generales de diciembre de 2015 fue elegido diputado por la circunscripción de Valladolid. En la repetición electoral del 26 de junio de 2016, revalidó su escaño por la provincia.
En enero de 2017, con la renovación del Comité Ejecutivo Nacional de la formación naranja, entró a formar parte de la directiva de Cs responsabilizándose del área de Sanidad.
En febrero de 2019 anunció su intención de competir contra Silvia Clemente en el proceso interno de Cs para seleccionar al aspirante del partido a la presidencia de la Junta de Castilla y León. El 11 de marzo, tras la revisión de los votos telemáticos, Cs dio la victoria a Francisco Igea frente a la exdirigente popular, por lo que este último fue el candidato de Ciudadanos a la presidencia de la Junta de Castilla y León para las autonómicas del 26-M.
En marzo de 2019 fue acusado de un delito de amenazas a un militante de su partido. Sin embargo, fue absuelto de las mismas en diciembre de ese año.
Tras las elecciones a las Cortes de Castilla y León de 2019, su partido consiguió la tercera posición obteniendo doce procuradores en las Cortes de Castilla y León, logrando un pacto de gobierno con el PP. A partir de entonces, Igea fue nombrado vicepresidente de la Junta de Castilla y León y consejero de Transparencia, Ordenación del Territorio y Acción Exterior. Fue cesado por el presidente Alfonso Fernández Mañueco el 20 de diciembre de 2021, junto con el resto de consejeros de Ciudadanos.
En marzo de 2020 se enfrentó en las primarias de su partido a Inés Arrimadas, tras la dimisión de Albert Rivera. Igea perdió las primarias y el 8 de marzo Inés Arrimadas fue elegida nueva presidenta de Ciudadanos.
En febrero de 2022, tras las convocatoria de elecciones anticipadas a las Cortes de Castilla y León, se volvió a presentar como candidato de Ciudadanos a presidente de la Junta, consiguiendo revalidar únicamente su escaño por Valladolid, al perder la formación naranja los otros once procuradores. El 28 de septiembre de 2023, a través de su cuenta de Twitter, anunció que había sido expulsado de la formación a la que pertenecía. Esta acción se produjo como resultado de la apertura de un expediente disciplinario en su contra, derivado de sus críticas hacia la ejecutiva del partido por su decisión de no presentarse a las elecciones de 2023. En la actualidad forma parte del grupo mixto en la oposición al Gobierno del Partido Popular y Vox en Castilla y León.
En septiembre de 2023, diferentes partidos entre los que se encuentran ¡Basta Ya!, Plataforma Pro y Nexo (plataforma)/Cree (Partido Político) y antiguos miembros a título personal de Unión Progreso y Democracia, Ciutadans de Catalunya/Ciudadanos y Contigo Somos Democracia se fusionaron en La Tercera España, partido político impulsado por políticos como Fernando Savater, Francisco Igea, Francisco Sosa Wagner, Edmundo Bal o Cristiano Brown y otros cuarenta y un miembros en su manifiesto.

### Elecciones al Parlamento Europeo de 2024
- Tras el fracaso de Unión Progreso y Democracia y Ciudadanos (España) y na nula posibilidad de obtener representación decidieron apoyar mayoritariamente a la candidatura:
  - Cree en Europa (CREE EN EUROPA): coalición de Contigo Somos Democracia, Cree, Nexo, La Tercera España y exmiembros de Unión Progreso y Democracia y Ciudadanos (España). Candidato: César Vera Prieto[19]con el respaldo de Edmundo Bal y Francisco Igea.[20] Exmiembros de ¡Basta Ya!, Plataforma Pro, Foro de Ermua, Unión Progreso y Democracia, Ciutadans de Catalunya/Ciudadanos (España), Izquierda Española, Centro Democrático Liberal, Unión Centrista Liberal, Unión de Centro Liberal, Centro Democrático Español, Coalición de Centro Democrático, Alianza de Centro Democrático, Converxencia 21, etc. se fusionan en La Tercera España o Nexo, cuyos impulsores son Fernando Savater, Francisco Igea, Francisco Sosa Wagner, Andrés Trapiello, Elvira Marcos, Gabriela Bustelo, Iñaki Ezkerra, Carlos Morán Molla · (vs. Carlos Morán), Roberto Vázquez White, Ángela Vallvey, Miguel Ángel Ferrero o Cristiano Brown y otros cerca de 50 miembros en su manifiesto.[21] [22] Para constituir un “partido reformista y progresista” que no se adhiere “ni con la izquierda, ni con la derecha”.